# Акидзуки (эсминец, 1941)
Акидзуки (яп. 秋月, «Осенняя Луна») — японский эскадренный миноносец времён Второй Мировой войны. Головной корабль серии эсминцев типа «Акидзуки».

## Строительство
Корпус корабля был заложен 30 июля 1940 года на стапеле Морского арсенала в Майдзуру. Спущен на воду 2 июля 1941 года, вступил в строй 11 июня 1942 года. Первый представитель этой серии эсминцев и его первого подтипа («Акидзуки»).

## История службы

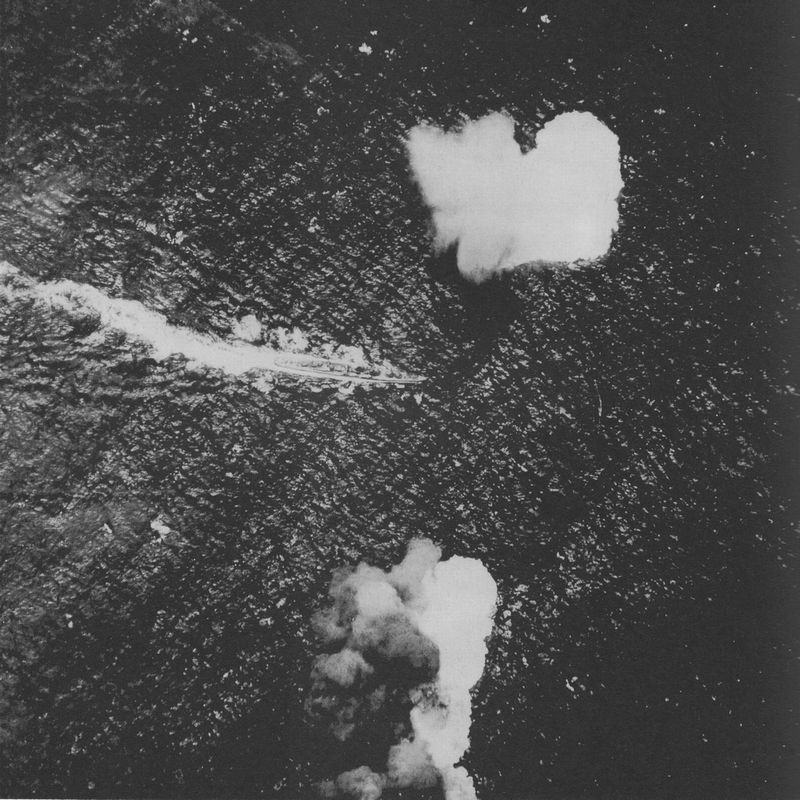
«Акидзуки» во время налёта B-17

После вступления в строй «Акидзуки» уже 15 июня 1942 года совершил первый поход, сопроводив авианосец «Дзуйкаку» до Алеутских островов. С 29 июня по 18 июля эсминец эскортировал транспорт «Камакура-Мару» из Йокосуки в Макассар и обратно. 13—21 августа он же провёл транспорт «Наруто-Мару» из Йокосуки в Рабаул с заходом в Кавиенг.
В сражении у восточных Соломоновых островов 24—25 августа «Акидзуки» входил в состав авианосного соединения адмирала Нагумо, обеспечивая его ПВО. Сентябрь эсминец провёл, базируясь на Трук и выходя в море для патрулирования вместе с остальными силами флота. 27—29 сентября он перешёл на Шортленд, благополучно пережив атаку бомбардировщиков B-17 в пути.
3—11 октября «Акидзуки» сопроводил гидроавианосцы «Ниссин» и «Титосэ» в пути от Шортленда до Гуадалканала. 
4 октября 1942 года в районе острова Гуадалканал японский гидроплан F1M2 совершил таран бомбардировщика B-17Е из 72-го авиакрыла ВВС США (в результате которого американский бомбардировщик и его экипаж были уничтожены, а оба японских лётчика уцелели, покинули самолёт на парашютах и были подняты на борт эсминца "Акицуки").
7 октября корабль вместе с однотипным «Тэрудзуки» был зачислен в новообразованный 61-й дивизион эскадренных миноносцев.
12—16 октября «Акидзуки» (флаг адмирала Тамоцу Такама) вместе с эсминцами 2-го и 27-го дивизионов («Асагумо», «Нацугумо», «Муракумо», «Сираюки») сопроводил группу из 6 войсковых транспортов от Шортленда до Гуадалканала и обратно (при этом было потеряно 3 из них). Из следующего выхода в море 17 октября эсминцы были отозваны для лучшей подготовки операции по помощи наземным войскам на Гуадалканале, начавшейся 25 октября. В ходе неё «Акидзуки» входил в ударную часть соединения, направленного для захвата аэродрома Хендерсон-Филд, ведя артиллерийский огонь по американским кораблям, а позже сняв экипаж с тонущего лёгкого крейсера «Юра». За время боя корабль получил повреждения средней тяжести из-за близкого разрыва авиабомбы с бомбардировщика B-17, для исправления которых он прибыл 27 октября в Рабаул и до 31 числа был пришвартован к рембазе «Хаккай-Мару». 1-6 ноября эсминец сопроводил авианосцы «Сёкаку» и «Тикума» из Трука в Японию и встал в Йокосуке на ремонт, продлившийся до середины декабря.
С 31 декабря 1942 по 4 января 1943 года «Акидзуки» вместе с «Хацукадзэ» и «Токицукадзэ» эскортировал авианосец «Дзуйкаку» из Йокосуки на Трук. 6—11 января он перешёл к Шортленду с заходом в Рабаул, 14 января совершил транспортный рейс до Гуадалканала. 19 января эсминец вышел на помощь торпедированному транспорту «Мёхо-Мару», но сам был атакован американской подводной лодкой «Наутилус», поразившей его двумя торпедами, из которых одна не взорвалась. В результате было затоплено правое машинное отделение, 14 членов экипажа погибло, а 63 было ранено (в том числе и находившийся на борту командующий 10-м дивизионом эсминцев контр-адмирал Кимура). «Акидзуки» сохранил 20-узловой ход и благополучно вернулся к Шортленду. 2 февраля он перешёл на Трук, где до 11 марта простоял, пришвартованный к плавучей мастерской «Акаси», пока на нём исправляли полученные повреждения.
11 марта «Акидзуки» вышел в море, сопровождая транспорт «Токё-Мару». 14 марта на подходе к Сайпану повреждённый взрывом торпеды 19 января киль под мостиком лопнул, из-за поступления воды эсминец оказался в критическом положении, и с помощью канонерской лодки «Сёэй-Мару» его посадили на мель. Период с марта по июнь заняла подготовка к переходу в Японию: с помощью спасательного судна «Мацунори-Мару» были демонтированы артустановки и мостик для максимального облегчения корабля. 24 июня на буксире тральщика «Синко-Мару» «Акидзуки» вышел из Сайпана, направляясь в Нагасаки, куда прибыл 2 июля и сразу же был поставлен в док. Ремонт занял четыре месяца и был завершён лишь к 31 октября.
С 26 ноября по 1 декабря «Акидзуки» вместе с «Симакадзэ», «Таманами» и «Таникадзэ» эскортировал авианосцы «Сёкаку» и «Тиёда» из Йокосуки на Трук. 9—14 декабря он совершил транспортный рейс из Трука на Кваджалейн и обратно. С 30 декабря 1943 по 4 января 1944 эсминец эскортировал лёгкие крейсера «Носиро» и «Оёдо» с войсками на борту из Трука в Кавиенг и обратно, в ходе чего 1 января он был атакован американской авиацией (не получил никаких повреждений), а 3 января участвовал в спасении экипажа торпедированного транспорта «Киёдзуми-Мару».
1—3 февраля «Акидзуки» вместе с основными силами флота перешёл из Трука на Палау, а 16—21 февраля на новую базу в Лингге. Тремя месяцами спустя, в связи с подготовкой к генеральному сражению за Филиппины, эсминец вместе с флотом перешёл уже на базу в Тави-Тави.

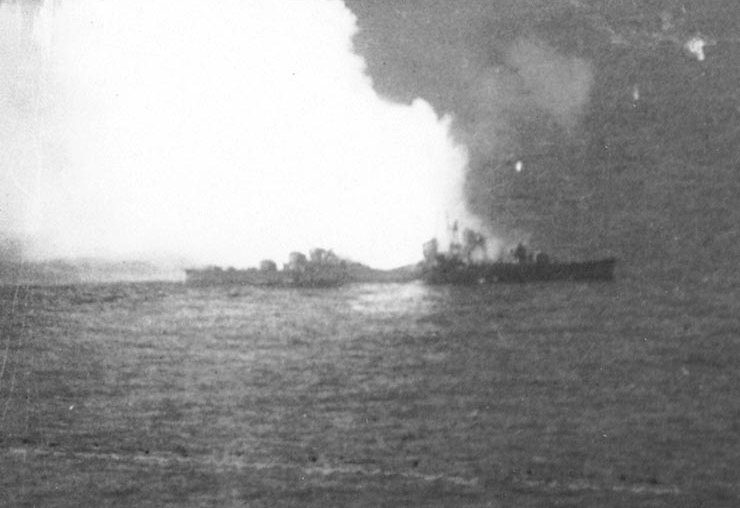
Столб пара над «Акидзуки» после торпедного попадания

В ходе сражения в Филиппинском море 19—20 июня 1944 года «Акидзуки» вместе с однотипными «Вакацуки», «Хацудзуки» и «Симоцуки» входил в состав эскорта соединения «А» адмирала Одзава, ведя зенитный огонь, а позже участвуя в эвакуации экипажа с тяжело повреждённого «Тайхо» и добивании его торпедами.
С конца июня по середину октября эсминец находился в Японии, выходя только в учебные походы.
20 октября 1944 года «Акидзуки» вышел в море в составе соединения Одзавы, направляющегося к месту нового генерального сражения. Утром 25 октября находившееся у мыса Энганьо соединение было атаковано американской палубной авиацией. Около 09:00 во время атаки первой волны «Акидзуки» получил торпедное попадание, в результате чего взорвался боекомплект торпед и котлы. Вся машинная команда (78 человек) погибла мгновенно, эсминец был обесточен (в результате чего стала невозможной наводка и зарядка орудий главного калибра) и начал разламываться на две части, над ним образовался огромный белый столб из перегретого пара. В этих условиях сразу же был отдан приказ об оставлении корабля, но спастись смогли далеко не все пережившие взрыв—эсминец «Маки» подобрал 148 членов его экипажа (включая командира капитана 1 ранга Огата), из которых 4 погибли уже во время следующего налёта американской авиации, ещё 1 был спасён американцами. Всего на эсминце погибло 183 человека, 145 пережили бой.
Точное авторство попадания на настоящий момент неизвестно, его приписывают одному из торпедоносцев «Эвенджер» либо подводной лодке «Халибат».
10 декабря 1944 года «Акидзуки» был исключён из списков флота.

## Командиры
02.05.1942 — 26.07.1943 капитан 2 ранга (тюса) Ясюдзи Кога (яп. 古賀弥周次);
08.10.1943 — 25.10.1944 капитан 2 ранга (тюса) Томоэ Огата (яп. 緒方友兄).